# Суржик
Суржик (от укр. и рус. с първоначално значение брашно, получено от смилането на два вида зърно), в лингвистиката днес се употребява за смесен разговорен, нелитературен украинско-руски език, употребяван главно от градското население в Украйна. Граматиката и произношението са базирани на украинския език, но говорът съдържа много руски заемки.
Говорът суржик в Украйна се появява още по времето на царска Русия и значително се разпространява през съветския период, повлиян от руския език, навлязъл в администрацията на всички нива. Същото се наблюдава и с много научни термини или нови думи, несъществували дотогова в украинския език. Говорът суржик се влияе и от местните диалекти и може да се различава за отделните райони на Украйна.

## Изследване
Научното изследване на суржик започва през 90-те години на 20 век.
Според Леся Ставицкая и Владимир Труб Суржик е некодифициран разговорно-битов стил на речта, възникнал вследствие на масово и продължително контактно украинско-руско двуезичие в неговата диглосна форма. Възниква в резултат на системна интерференция на фонетично, морфологично, лексическо и синтактично ниво. Представя се от устойчиво оформени лексеми, които се наслагват върху украинската или руската езикова основа. Проявява се в съответствие с регионалните особености на украинския език в среда на общуващи с различна езикова компетентност и в разнотипни социално-корпоративни и комуникационни сфери.
.

## Примери
В украинския език се използват „русизми“ (пєрвий, дєлають, свєт, архітєктор, Вєра, шалфєй). Суржик е често използван от славянски писатели в техните творби, както и във филми. Използването на този говор придава комичен характер на произведението. Най-подходящ пример за това е филмът „За двома зайцями“.

## Други статии
- Западноукраински език
- Верка Сердючка
- Дзідзьо